# Assassinat de William McKinley
Vous lisez un « bon article » labellisé en 2008.
L'assassinat de William McKinley fut perpétré le 6 septembre 1901 dans le Temple of Music à Buffalo dans l'État de New York alors que le 
président des États-Unis visitait l'exposition pan-américaine. Au moment de lui serrer la main,   l'anarchiste Leon Czolgosz tira deux coups de pistolet contre William McKinley. Le président sembla d'abord se remettre de ses blessures, avant que son état ne se détériore rapidement six jours plus tard et qu'il ne meure le 14 septembre 1901.
Après l'assassinat, le vice-président Theodore Roosevelt prit sa succession. Il fit voter une loi interdisant l'entrée du territoire aux anarchistes et le Congrès chargea officiellement le Secret Service de la protection rapprochée des présidents.
Leon Czolgosz fut condamné à mort et exécuté sur la chaise électrique, le 29 octobre 1901.

## William McKinley
William McKinley est le vingt-cinquième président des États-Unis. Depuis les années 1880, il est un très influent membre du Parti républicain et de la Chambre des représentants. En tant que candidat à l'élection présidentielle de 1896, il est un fervent partisan de l'étalon-or et du pluralisme ethnique. Sa campagne, conçue par Mark Hanna, révolutionne les techniques de promotion politique d'alors et permet de battre son adversaire, William Jennings Bryan. En tant que président, McKinley mène la guerre hispano-américaine. Pendant des mois, il a résisté à la pression de l'opinion publique qui est favorable au conflit armé, en raison des exactions commises par les Espagnols à Cuba. Il ne peut cependant obtenir de l'Espagne qu'elle accepte de mettre en œuvre des réformes. À la suite de l'explosion mystérieuse du navire de guerre américain USS Maine dans le port de La Havane, l'ultimatum adressé par le Congrès à l'Espagne le contraint à la guerre. Plus tard, il annexe les Philippines, Porto Rico, Guam, ainsi que Hawaï, et met en place un protectorat sur Cuba. Il est réélu en 1900 après une nouvelle et intense campagne contre Bryan, qui a mis l'accent sur la politique étrangère. Le 11 juin 1901, il annonce cependant qu'il ne serait pas candidat à un troisième mandat (le nombre de mandats ne sera limité à deux qu'à partir de 1951).

## Déroulement de l'assassinat
Peu après la seconde cérémonie d'investiture le 4 mars 1901, William et son épouse Ida entreprirent une tournée de six semaines dans le pays. Se déplaçant essentiellement en train, le couple devait voyager dans le Sud puis le long de la côte ouest avant de revenir dans l'Est et terminer l'excursion le 13 juin par la visite de l'exposition Pan-américaine se déroulant à Buffalo dans l'État de New York. Cependant, la première dame tomba malade en Californie et McKinley dut annuler des réunions et des discours dans lesquels il voulait défendre la mise en place d'accords commerciaux internationaux. Il repoussa la visite de l'exposition au mois de septembre et planifia de rester un mois à Washington et deux dans sa résidence à Canton dans l'Ohio avant de se rendre à Buffalo.

### La visite de l'exposition

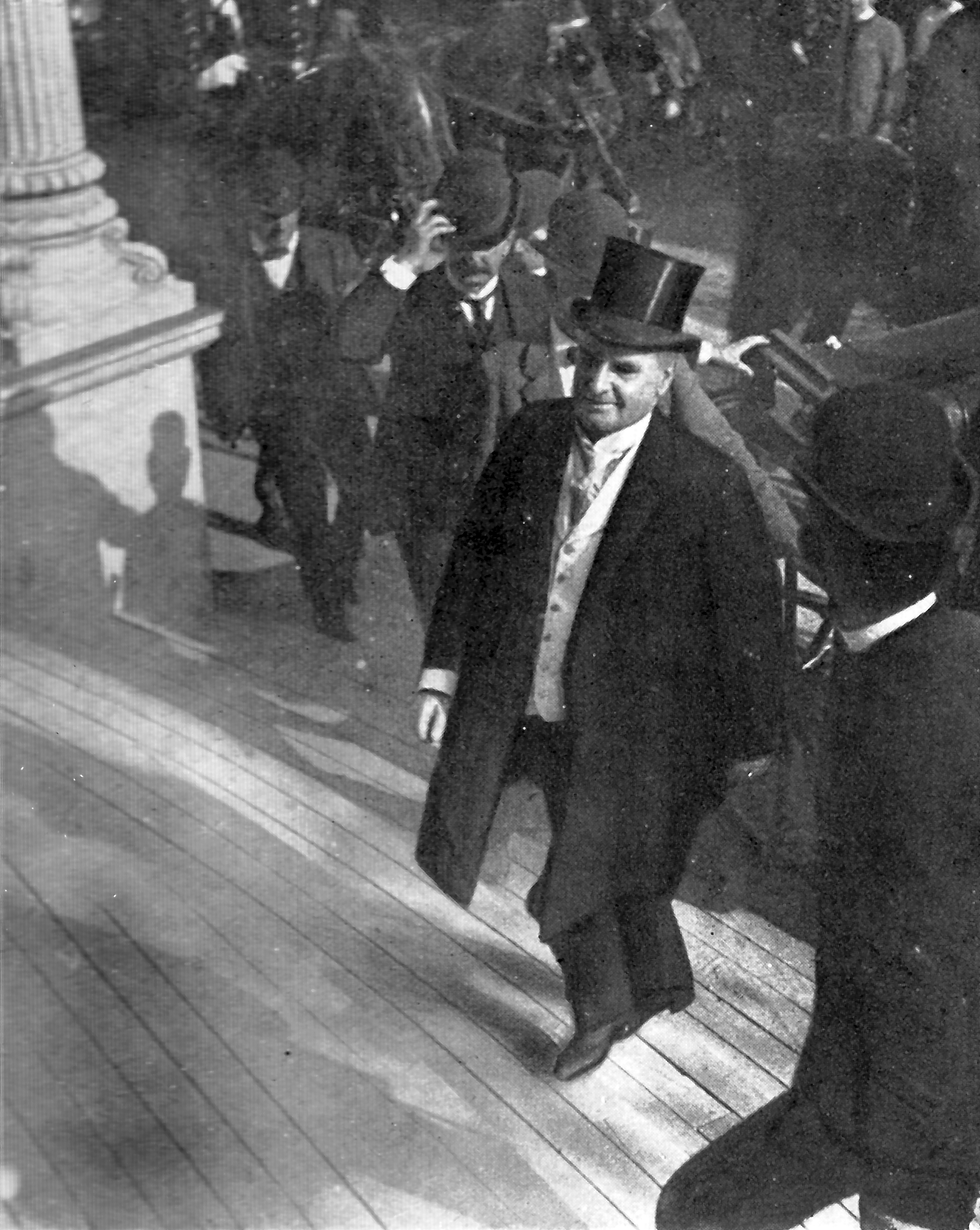
McKinley arrive au Temple of Music, peu de temps avant son assassinat.

McKinley et son épouse arrivent à l'exposition Pan-américaine le 5 septembre, baptisé en cet honneur President's Day (« journée du président »). Le programme officiel comprend quelques réceptions privées, une revue des troupes ainsi qu'un discours de McKinley.
Le matin du 6 septembre, McKinley visite les chutes du Niagara, toutes proches, et retourne à l'exposition pour la réception publique qui doit avoir lieu dans l'après-midi. Son secrétaire particulier George B. Cortelyou s'inquiétait pour sa sécurité après les récents assassinats de personnalités européennes par des anarchistes. Par deux fois, il tenta de faire annuler la visite du président mais McKinley refuse en répondant : « Pourquoi le ferais-je ? Personne ne me veut du mal. » Cortelyou se résigna mais fit renforcer la sécurité de l'exposition. McKinley, accompagné de Cortelyou et du président de l'exposition, John Milburn, arrive à trois heures et demie de l'après-midi au bâtiment du Temple of Music où la réception est prévue.
En 1901, le Secret Service, fondé en 1865 pour combattre la contrefaçon n'est pas officiellement chargé de la protection des présidents américains. Cependant, ce service a déjà occasionnellement participé à cette tâche depuis 1894, avec le prédécesseur de McKinley, Grover Cleveland. Le Secret Service est présent ce jour-là pour protéger le président, accompagné d'inspecteurs de la police de Buffalo et de onze militaires qui ont pour consigne de garder un œil sur la foule. McKinley, flanqué de Cortelyou et Milburn, serre la main de personnes qui forment alors une longue queue dans l'espoir de le saluer. Dans cette file se trouve Leon Czolgosz.

### L'assassin

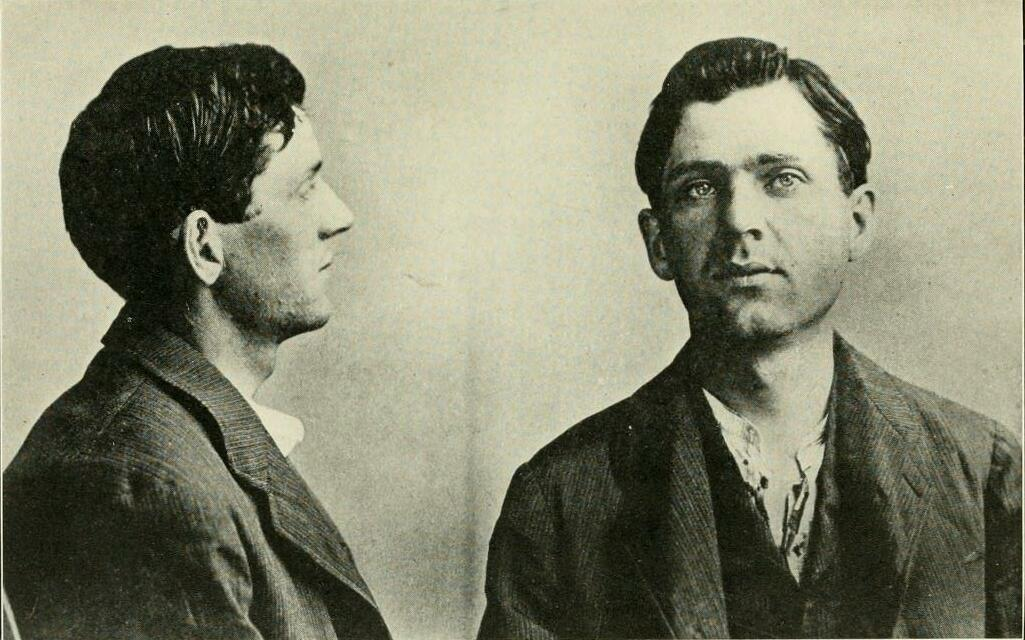
Photographie anthropométrique de Leon Czolgosz.

À la fin du XIXe siècle, début du XXe siècle, le mouvement anarchiste compte, aux États-Unis, quelques grands théoriciens du courant individualiste, comme Benjamin Tucker, Voltairine de Cleyre ou Alexandre Berkman. Leur influence se fait particulièrement sentir dans le milieu ouvrier et le soutien à la cause des femmes.
Czolgosz, fils d'émigrants polonais, est né à Détroit dans le Michigan, en 1873. Il avait travaillé dans une usine mais se trouve alors au chômage depuis plusieurs années et vit avec sa famille en 1901. Il s'est intéressé à l'anarchisme au cours des années qui ont précédé. En mai 1901, il assiste à une conférence donnée par la célèbre anarchiste, Emma Goldman, à Cleveland dans l'Ohio. Il se rend ensuite chez Goldman à Chicago, le 12 juillet, et s'entretient brièvement avec elle. Goldman est plus tard arrêtée et détenue pour une courte durée en raison de soupçons de complicité dans le meurtre de McKinley,.
Dans son témoignage du 7 septembre, Czolgosz indique que huit jours auparavant, à Chicago, il a lu que McKinley visiterait l'exposition. Il a immédiatement pris le train pour Buffalo et loué une chambre d'hôtel. Il se trouve à la foire le 5 septembre pour le President's Day et écoute le discours de McKinley. Il est alors tenté de tirer sur le président, mais ne le fait pas parce qu'il se trouve trop éloigné. Il décide plutôt de revenir le lendemain. Il rejoint la file de ceux qui désirent serrer la main au président. Il a entouré la main qui tient le pistolet d'un foulard blanc afin de le cacher. L'agent du Secret Service, George Foster, explique plus tard n'avoir pas remarqué la main enveloppée de Czolgosz car celui-ci se tenait très près de l'homme qui le précédait dans la file.

### L'attentat

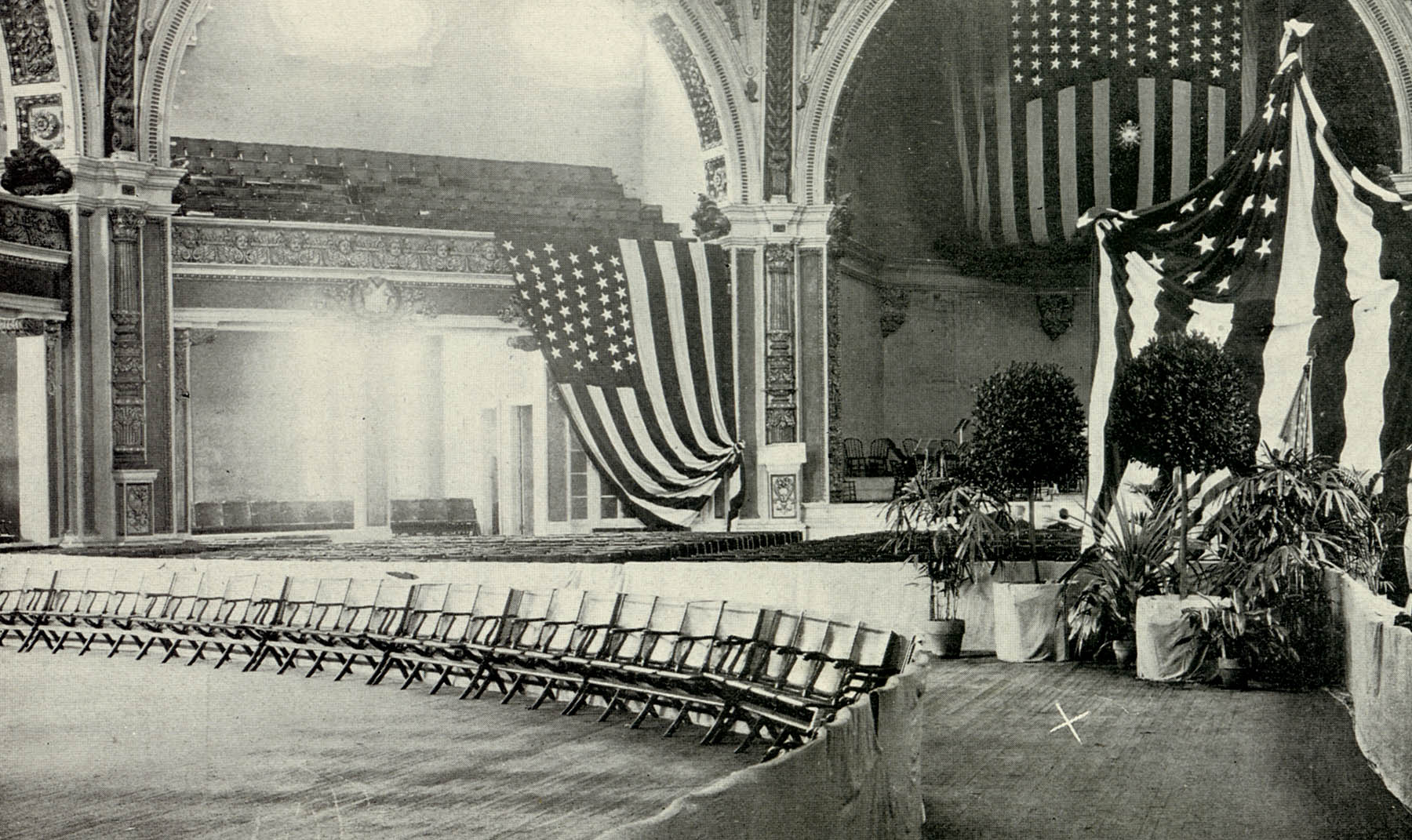
Lieu du crime dans le Temple of Music. L'endroit où se trouvait McKinley est marqué d'une croix.

McKinley serre des mains depuis environ dix minutes lorsque Cortelyou s'éloigne de lui pour fermer les portes. William J. Gomph, l'organiste officiel de l'exposition, joue alors le Rêverie de Schumann sur le grand orgue qui est l'attraction principale du Temple of Music. C'est à ce moment — il est 16 h 07
 — que Czolgosz se trouve face au président : celui-ci tend la main à Czolgosz qui presse deux fois sur la détente. James Benjamin Parker (en), un grand serveur noir d'Atlanta qui est employé par un restaurant de l'exposition et qui se trouve derrière Czolgosz, le met à terre d'un coup de poing dans la tête, l'empêchant ainsi de tirer une troisième fois,. L'agent George Foster saute sur Czolgosz et crie par trois fois à son collègue Albert Gallagher Al, get the gun! (« Al, prends l'arme ! ») Gallagher ne parvient qu'à se saisir du foulard de Czolgosz qui est alors en feu, mais un soldat, nommé Francis, parvient à se saisir du pistolet.

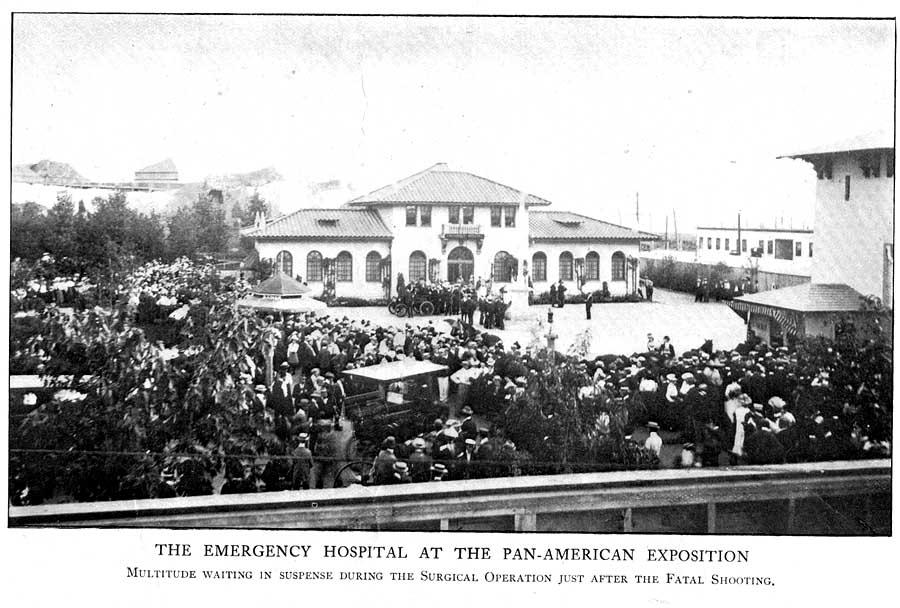
L'hôpital de l'exposition lors de l'opération de McKinley.

McKinley reste debout et tente sans succès de convaincre Cortelyou que sa blessure n'est pas grave. Après que quelqu'un a frappé à nouveau Czolgosz en train d'être emmené par les agents de sécurité, le président s'écrie « Ne le laissez pas lui faire du mal ! », une demande qui évita peut-être au tireur de se faire lyncher,. Onze minutes après, une ambulance arrive et emmène McKinley à l'hôpital de premiers secours qui se trouve dans l'enceinte de l'exposition mais n'était prévu que pour les blessures légères des visiteurs.
Le président a été touché par deux fois : une balle a été déviée par une côte, ne causant qu'une blessure superficielle, cependant, la seconde balle l'a atteint à l'abdomen, traversant l'estomac, endommageant le pancréas et un rein, avant de se loger dans les muscles dorsaux. Cortelyou choisit Matthew D. Mann parmi les médecins ayant accouru à l'hôpital. Il n'était pas un spécialiste de la chirurgie abdominale ni des blessures par balle et il ne parvint pas à localiser le second projectile. Un appareil expérimental à rayons X, qui aurait pu aider à localiser le projectile, se trouve sur l'exposition, mais pour des raisons non élucidées, il n'est pas utilisé. Les jours suivants Thomas Edison envoie un appareil à rayons X depuis son atelier dans le New Jersey, mais il n'est pas non plus utilisé,. McKinley, toujours inconscient sous les effets de l'éther qu'on lui a administré comme anesthésique, est emmené dans la demeure de John Milburn pour sa convalescence.

### Mort du président

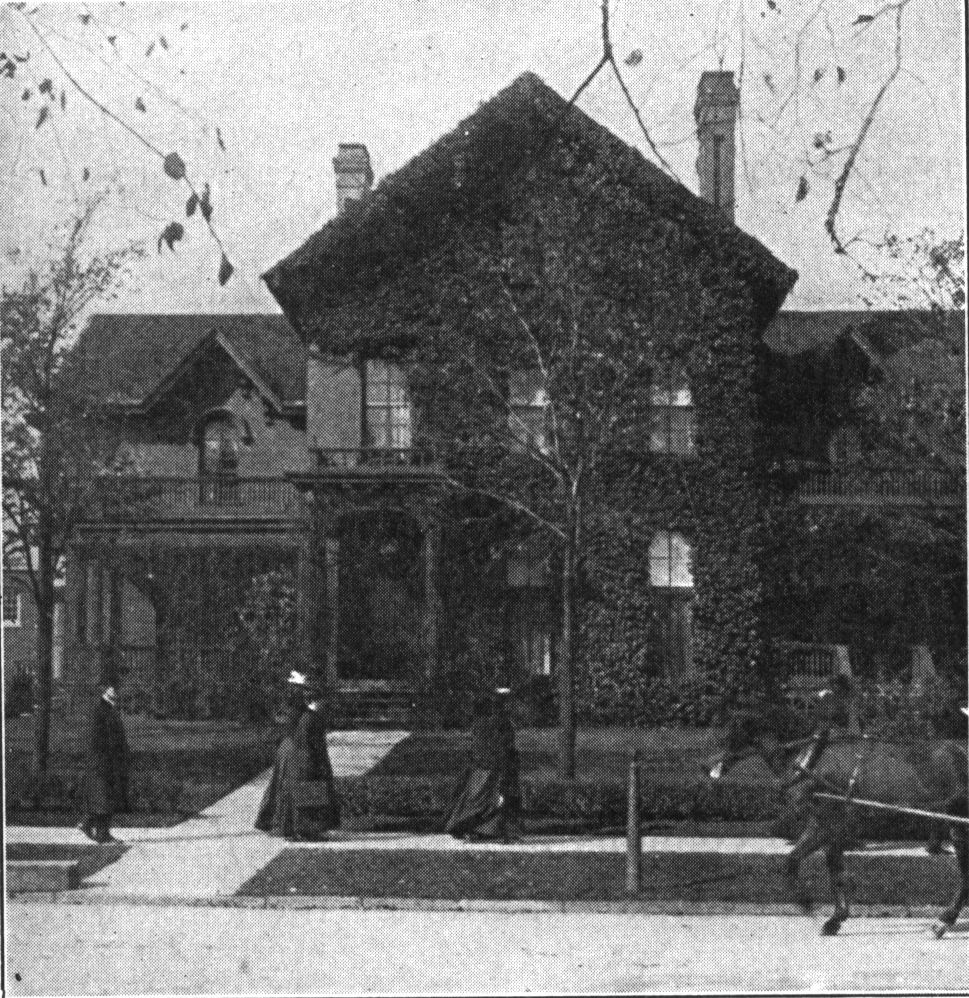
Résidence de Milburn, où mourut McKinley.

Czolgosz avoue tout pendant la nuit disant : « J'ai tué le président McKinley parce que c'était mon devoir. Je ne pensais pas qu'un homme puisse avoir droit à tant d'égards alors qu'un autre n'en avait droit à aucun. » Il donne plus de détails au cours du jour suivant, insistant sur le fait qu'il a agi seul ; malgré son témoignage on arrête néanmoins Emma Goldman dans les jours qui suivent.
Contrairement à l'assertion de Czolgosz, le président est toujours en vie et semble même se rétablir. Le samedi 7 septembre, McKinley est en forme, détendu et bavard. Sa femme est autorisée à lui rendre visite et il demande à Cortelyou : « Comment ont-ils accueilli mon discours ? » Un bulletin de santé émis le 8 septembre indique : « Le président a passé une bonne nuit et son état ce matin est encourageant. Son esprit est clair et il se repose bien. Blessure pansée à 8 h 30 et trouvée d'une apparence très satisfaisante. »
La plupart des membres du cabinet de McKinley se rendent à Buffalo, ainsi que son ami de longue date et directeur de campagne, le sénateur Mark Hanna. Le vice-président Theodore Roosevelt assiste à un déjeuner dans le Vermont, le 6 septembre lorsqu'on lui communique qu'on a tiré sur le président. Roosevelt et sa suite partent immédiatement pour Buffalo, arrivant le jour suivant. Comme le 10 septembre, l'état de McKinley ne semble plus rendre sa présence nécessaire, Roosevelt quitte Buffalo. Il part en vacances dans les monts Adirondacks, où sa famille l'attend déjà. Pour les mêmes raisons, Mark Hanna et les membres du cabinet quittent aussi Buffalo alors que la crise semble être passée.

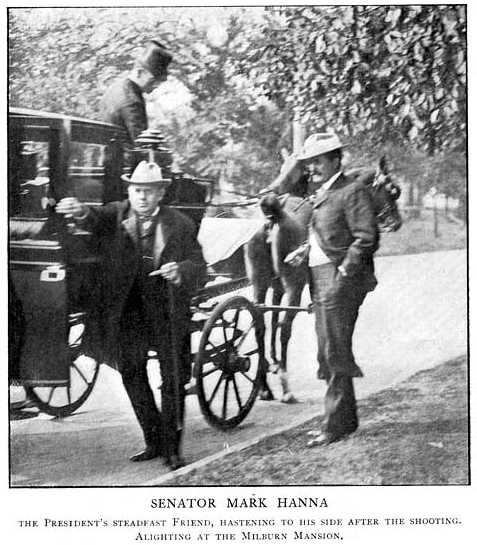
Le sénateur Mark Hanna arrivant à Milburn Mansion.

Le rétablissement du président se poursuit. Un bulletin du 9 septembre indique : « L'état de santé du président est de plus en plus satisfaisant. Des incidents fâcheux sont de moins en moins susceptibles de se produire. » Le 10 septembre, un bulletin mentionne : « La condition du président est éminemment satisfaisante pour ses médecins. Si aucune complication n'apparaît, on peut espérer une convalescence rapide. » McKinley continue à s'hydrater par voie orale et à recevoir des lavements nutritifs. Le 11 septembre, le président avale un bouillon de bœuf, le premier aliment que reçoit son estomac depuis l'attentat. Le 12 septembre, McKinley reçoit son premier repas solide, quelques toasts et un œuf accompagnés de café,. Il fut cependant incapable de digérer la nourriture et, à l'insu de ses médecins, la gangrène se développa dans son estomac et commença à empoisonner son sang.
Plus tard, ce 12 septembre 1901, l'état du président commence à se détériorer. Il se plaint d'un mal de tête et de nausées, son pouls s'accélère puis s'affaiblit. McKinley est agité et pris de sueurs, cependant il demeure conscient et alerte. Un bulletin le matin du 13 septembre annonce que « l'état du président est très sérieux et donne lieu aux plus graves appréhensions. » Pendant cette journée, l'état de McKinley se détériore rapidement. Hanna et le cabinet retournent à la résidence de Milburn. On tente d'informer le vice-président mais celui-ci se trouve à 19 km du télégraphe ou du téléphone le plus proche. On donne de l'adrénaline et de l'oxygène à McKinley afin de régulariser son pouls,. Son état empirant, McKinley dit à ses médecins : « c'est sans espoir, messieurs, je pense que nous devons faire appel à un prêtre. » Les proches et les amis se rassemblent autour du lit du mourant alors qu'Ida sanglote au-dessus de son mari et dit qu'elle veut partir avec lui. McKinley répond, « nous nous retrouverons, que la volonté de Dieu soit faite, pas la nôtre. » Selon certains témoignages, ce furent ses dernières paroles mais il semble qu'il ait également murmuré un « Plus près de toi, mon Dieu ». Le bulletin de dix-huit heures quinze annonce : « Les médecins du président rapportent que son état est des plus sérieux malgré une vigoureuse stimulation. (…) À moins qu'il ne puisse être soulagé, la fin n'est plus qu'une question de temps. »
Le sénateur Hanna, frappé par le chagrin, s'écrie « Monsieur le président, ne m'entendez-vous pas ? William ! Ne me reconnaissez-vous point ? » Le président McKinley, abattu par l'infection et la gangrène, meurt le 14 septembre à deux heures et quart du matin.

## Conséquences

### Succession à la présidence

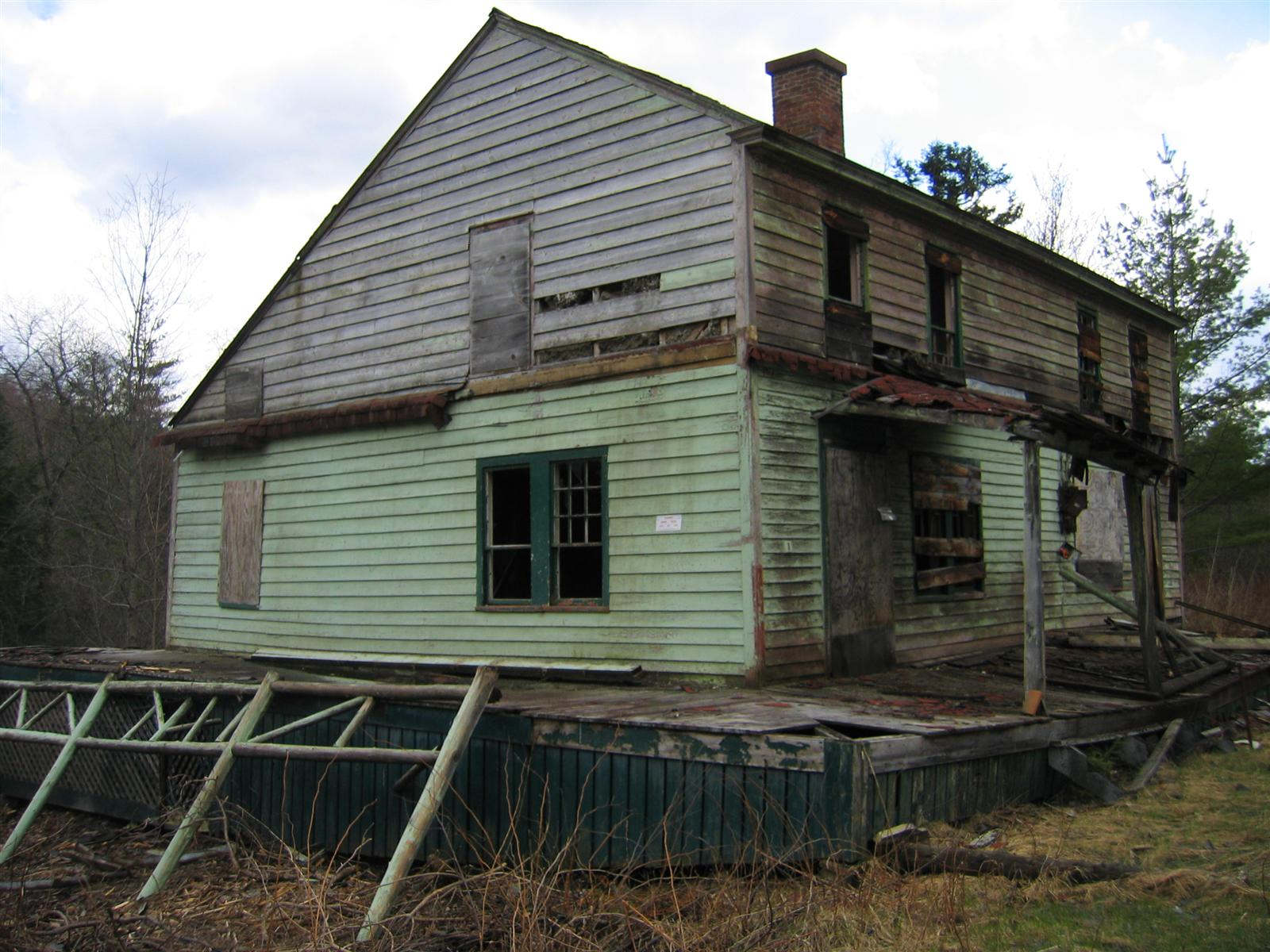
Le chalet de Theodore Roosevelt sur le mont Marcy.

Le 12 septembre 1901, Theodore Roosevelt et sa famille se trouvent dans leur chalet sur le mont Marcy. Le matin suivant, un jour froid et brumeux, Roosevelt part gravir la montagne, accompagné d'un couple d'amis et d'un park ranger. Vers midi, le 13 septembre, le vice-président et son groupe s'arrêtent au sommet pour se reposer sur un grand rocher plat qui offre une vue panoramique sur les montagnes. Ils redescendent pour déjeuner au bord d'un lac. Vers une heure trente un park ranger arrive, porteur d'un télégramme. Roosevelt, comprenant aussitôt ce qui s'est passé, dit plus tard : « J'ai instinctivement compris qu'il s'agissait de mauvaises nouvelles (…) Je désirais devenir président, mais je ne voulais pas le devenir de cette manière. »
Le télégramme confirme ses craintes, rapportant que l'état de McKinley a empiré. Après son retour au chalet, Roosevelt reçoit un nouveau télégramme du secrétaire à la Guerre, Elihu Root :

« Le président semble devoir mourir et les membres du cabinet à Buffalo pensent que vous devriez venir sans perdre de temps. »

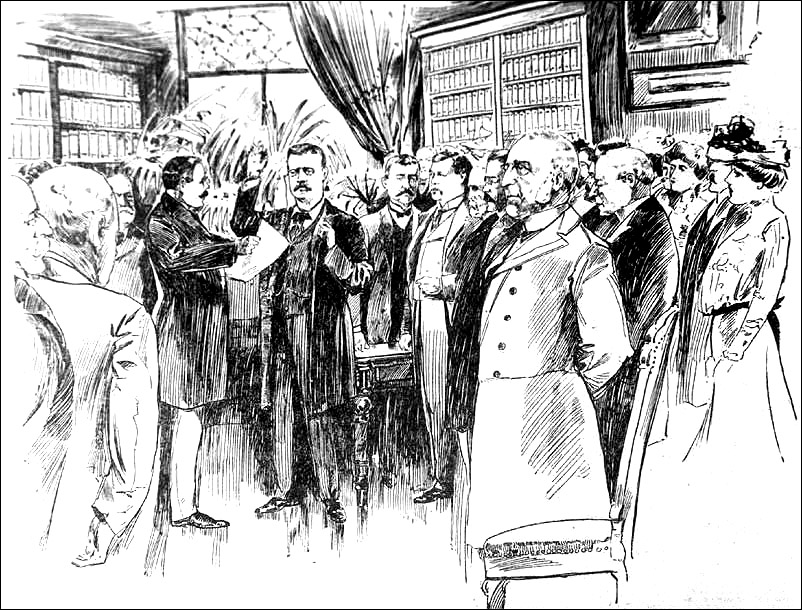
Dessin de presse représentant la prestation de serment de Theodore Roosevelt.

Juste avant minuit, Roosevelt quitte sa famille pour un trajet en calèche sur les pentes du mont Marcy, un voyage qui même pendant la journée prend habituellement sept heures. Il arrive finalement à la gare de North Creek, où à cinq heures vingt-deux, le 14 septembre, il reçoit un télégramme du secrétaire d'État, John Hay :

« Le président est mort à deux heures quinze ce matin. »

Roosevelt embarque alors dans un train qui s'arrête brièvement à Albany avant d'arriver à Buffalo à treize heures trente. Là, il rencontre son ami Ansley Wilcox et tous deux se rendent chez ce dernier, à un mile de la résidence Milburn où repose le corps de McKinley. Après avoir fait un brin de toilette, Roosevelt se rend chez Milburn pour présenter ses respects. Il y rencontre Root, Cortelyou, et presque tout le Cabinet, mais ne peut voir le corps de McKinley dont l'autopsie est en cours. Root recommande que la cérémonie d'investiture se tienne sur place, mais Roosevelt pense que ce serait incorrect et décide de retourner chez Wilcox pour l'assermentation. Roosevelt prête serment en tant que vingt-sixième président des États-Unis d'Amérique à trois heures trente de l'après-midi, six semaines avant son quarante-troisième anniversaire, ce qui fait de lui le plus jeune président que l'Amérique ait jamais eu.

### Procès de l'assassin
L'opinion publique manifeste de l'hostilité lorsqu'Emma Goldman publie un article dans lequel elle compare Czolgosz à Marcus Junius Brutus, l'assassin de Jules César et traite McKinley de « président des rois de l'argent et des magnats des affaires. » Certains anarchistes et radicaux refusent d'apporter leur aide à Goldman dans ses efforts pour soutenir Czolgosz, convaincus que ce dernier a porté atteinte à l'image du mouvement.
Le procès de Czolgosz s'ouvre le 23 septembre 1901, neuf jours seulement après la mort du président. Les témoins de l'accusation se relayent à la barre pendant deux jours. Il s'agit essentiellement des médecins qui ont soigné McKinley et de quelques témoins oculaires de l'attentat. L'avocat de la défense, Loran Lewis, n'appelle aucun témoin, et insiste sur le refus de Czolgosz de parler et de coopérer avec ses défenseurs. Il admet la culpabilité de son client et déclare que « la seule question qui puisse être discutée ou considérée dans ce cas est… S'agit-il de l'acte d'une personne saine d'esprit ou non ? Si c'est le cas, alors l'accusé est coupable de meurtre… Si c'est l'œuvre d'un fou, alors il ne peut être coupable de meurtre et doit être acquitté de cette accusation et devrait être interné dans un asile d'aliénés. »
Le jury ne prend qu'une demi-heure pour décider de la culpabilité. Le 26 septembre, Czolgosz est condamné à mort, puis incarcéré dans l'établissement correctionnel d'Auburn. Czolgosz exprime ses remords en déclarant : « Je désire que les gens sachent que je suis désolé de ce que j'ai fait. C'était une erreur et c'était injuste. Si j'avais à le revivre à nouveau, je ne le referais pas. Mais il est trop tard pour en parler. Je suis désolé d'avoir tué le président. » Il est exécuté par électrocution, le 29 octobre 1901. Son corps est plongé dans un bain d'acide pour être dissous puis est enterré dans la prison de Sing Sing à New York.

### Renforcement de la sécurité présidentielle
Après l'assassinat, le Congrès se saisit de la question de la sécurité présidentielle. Pendant l'automne 1901, il demande, de façon informelle, au Secret Service d'en prendre le contrôle. Le service assure à plein temps la sécurité du président Roosevelt dès 1902. Certains, au Congrès, recommandent plutôt que l'armée américaine soit chargée de cette protection. Ce n'est qu'en 1906 que le Congrès vote une loi chargeant le Secret Service de la protection du président,.

### Adoption de l'Anarchist Exclusion Act

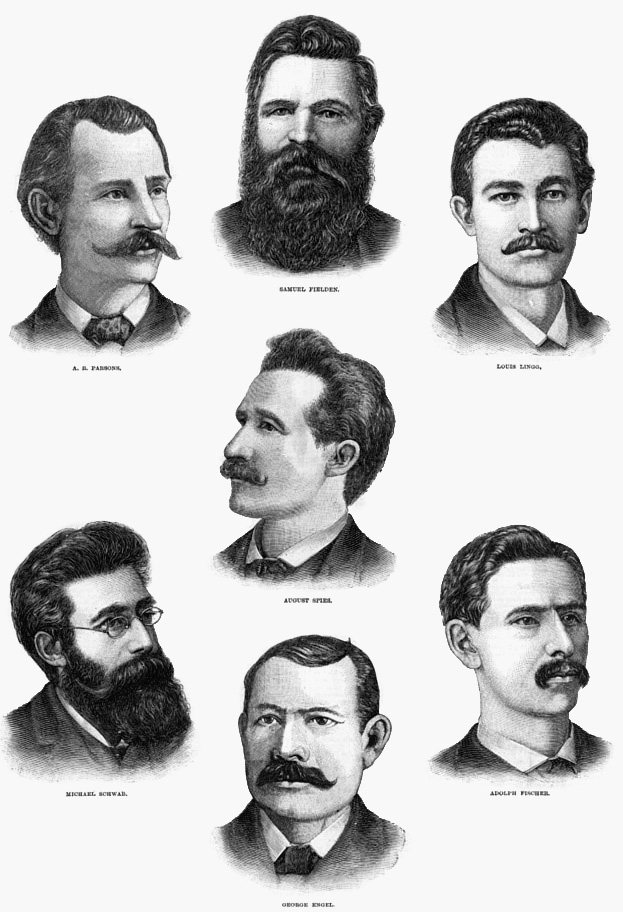
Gravure de 1887 représentant les « martyrs de Haymarket » condamnés à mort après l'émeute de Chicago.

Dans les jours qui suivent l'attentat, la presse dénonce les actions des anarchistes, et soutient l'idée de liens entre le mouvement anarchiste et l'immigration. Le président Theodore Roosevelt requiert que le Congrès vote une loi, la première aux États-Unis depuis les Alien and Sedition Acts de 1798, permettant d'interroger les migrants sur leur opinion politique,. Le législateur américain vote, le 3 mars 1903, l'Anarchist Exclusion Act qui dans sa section deux stipule :

« que les catégories suivantes d'étrangers doivent être exclues de l'admission aux États-Unis : tous les idiots, malades mentaux, épileptiques, et personnes ayant souffert de maladie mentale dans les cinq années précédentes ; les personnes ayant précédemment souffert d'attaques de démence ; les indigents ; personnes risquant d'échoir à la charge de l'État ; les mendiants professionnels ; les personnes atteintes d'une maladie contagieuse dangereuse ; les personnes qui ont été reconnues coupables d'un crime ou autre délit impliquant la turpitude morale ; les polygames, anarchistes, ou personnes qui croient ou prônent le renversement par la force ou la violence du gouvernement des États-Unis ou de tout gouvernement ou de toutes formes du droit, ou l'assassinat d'agents de la fonction publique ; les prostituées et les personnes qui procurent ou tentent de faire venir des prostituées ou des femmes à des fins de prostitution ; … »

Outre l'exclusion des immigrants anarchistes, la loi autorise la déportation de ceux déjà admis aux États-Unis, mais qui se révèlent être des anarchistes. Le premier ressortissant étranger à être expulsé en vertu de la nouvelle loi est John Turner, arrêté le 23 octobre 1903, après avoir donné une conférence au Murray Hill Lyceum. Lors d'une fouille par les agents de l'immigration, on trouve sur lui une copie du Free Society de Johann Most ainsi que son agenda de conférences qui en mentionne une sur les « martyrs de Haymarket ». Ce qui suffit à le faire condamner à la déportation. Il est incarcéré à Ellis Island pendant trois mois, en attendant les résultats de son appel auprès de la Cour suprême, avant d'être remis en liberté sous caution. Il donne ensuite quelques conférences dans le pays, espérant à tort que la Cour suprême déclare la loi contraire à la Constitution, puis rentre chez lui en Grande-Bretagne avant que le jugement à son encontre ne soit rendu.

## Postérité

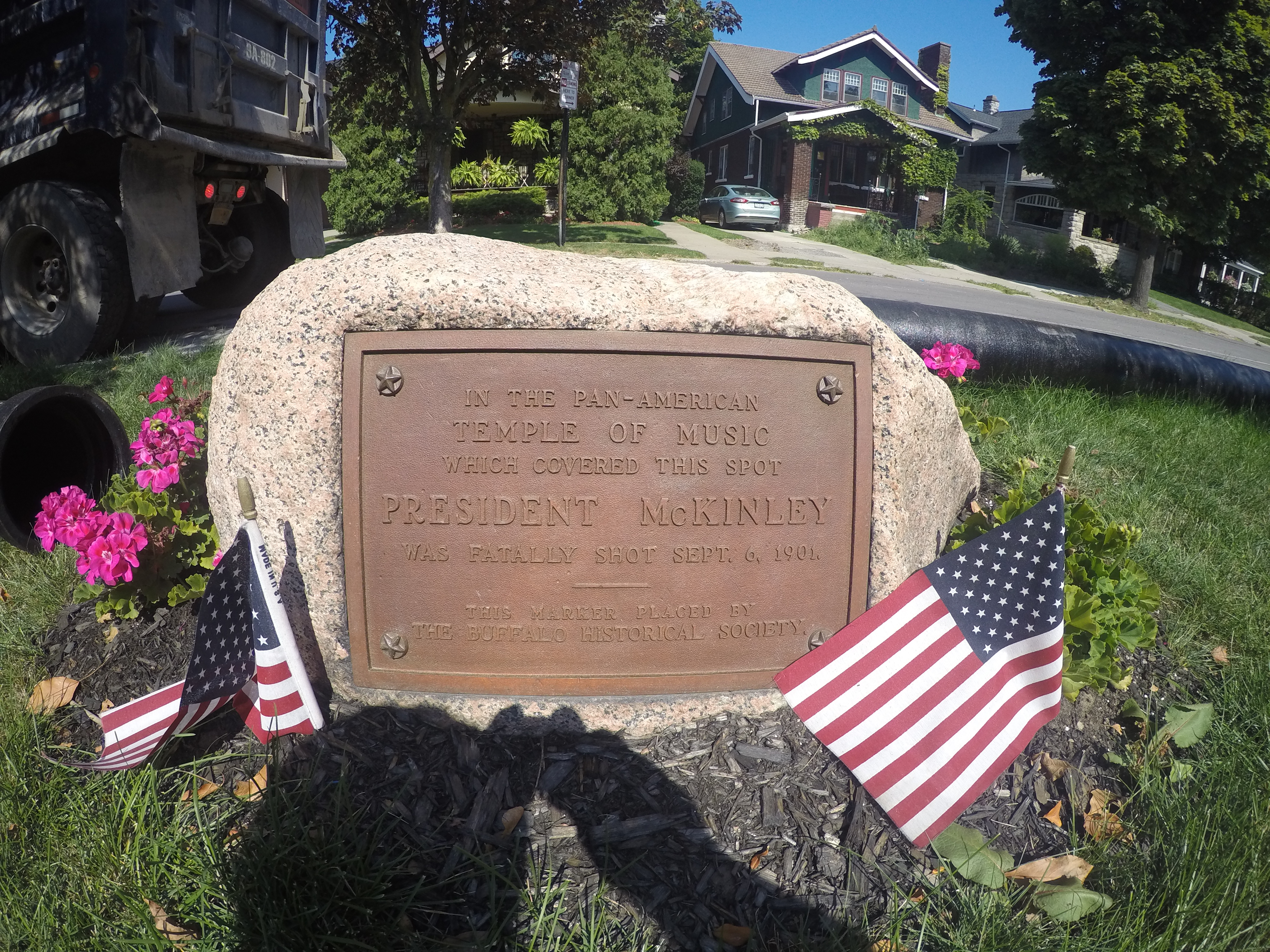
Plaque commémorative sur le lieu actuel du Temple of Music.

Après les funérailles du président, ses amis et collaborateurs, comme le sénateur Marcus Hanna, se rencontrent afin de discuter de l'emplacement d'un mémorial destiné à devenir le mausolée de William McKinley. Le McKinley National Memorial est inauguré le 30 septembre 1907 à Canton dans l'Ohio. On inaugure également, la même année, le monument McKinley à Buffalo, un obélisque de près de trente mètres de haut au centre de Niagara Square. La demeure Milburn située au 1168 Delaware Avenue, où McKinley s'est éteint, devient un immeuble d'habitation, en 1919, avant d'être démoli vers 1956, pour devenir une partie du parking de la Canisius High School. Une pierre marque l'emplacement où McKinley se tenait lors de l'attentat dans le Temple of Music, aujourd'hui démoli. La maison de Wilcox à Buffalo, où Theodore Roosevelt prêta serment, est devenue un National Historic Site. Il est à noter que le nom de McKinley avait été donné au point culminant de l'Alaska et de l'Amérique du Nord en 1896, donc bien avant son assassinat et même avant sa première élection comme Président ; ce mont a retrouvé son appellation traditionnelle de Denali entre 2015 et 2025.